# 1396 هـ
1396 هـ هي سنة في التقويم الهجري امتدت مقابلةً في التقويم الميلادي بين سنتي 1976 و1977.

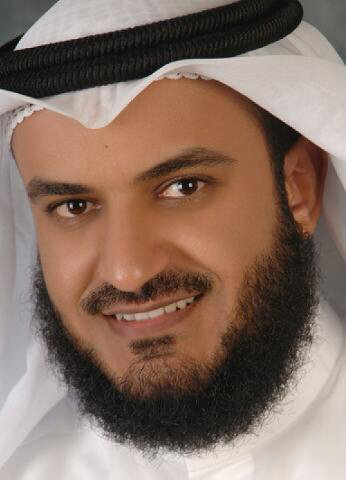
مشاري العفاسي

## مواليد
- آيتاش دوغان
- ناصر الفراعنة
- عبد العزيز الطريفي
- عبد الله الجهني
- مشاري العفاسي
- حسن الحسيني
- محمد إبراهيم الوسمي

## وفيات
- الملا سالم الحسينان.
- حسن الموسوي البجنوردي.
- خير الدين الزركلي.
- عبد الباري الندوي.
- عبد الحكيم عابدين.
- محمد شفيع الديوبندي.
- محمد مصطفى الماحي.
- ميشال ألار.
- محمد بابا عمر، فقيه وقارئ ومفتي الجزائر الأسبق.
- أحمد مختار بابان.
- نجم الدين الواعظ.